# Saison 2 de 21 Jump Street
Chronologie
Saison 1 Saison 3
Cet article présente le guide des épisodes de la deuxième saison de la série télévisée 21 Jump Street.

## Épisode 1:Garde à vue particulière
- États-Unis : 20 septembre 1987
- France :

- Kurtwood Smith
- Ray Walston
- Barney Martin

## Épisode 2:Tirez sur le leader -1repartie
- États-Unis : 27 septembre 1987
- France :

## Épisode 3:Tirez sur le leader -2epartie
- États-Unis : 4 octobre 1987
- France :

## Épisode 4:Cas de conscience
- États-Unis : 11 octobre 1987
- France :

- Jason Priestley
- Pauly Shore

## Épisode 5:Une école un peu spéciale
- États-Unis : 18 octobre 1987
- France :

## Épisode 6:Cours particulier
- États-Unis : 25 octobre 1987
- France :

## Épisode 7:L'Arc-en-ciel n'a que sept couleurs
- États-Unis : 1er novembre 1987
- France :

## Épisode 8:Le Code de l'honneur
- États-Unis : 8 novembre 1987
- France :

## Épisode 9:Une leçon d’humilité
- États-Unis : 15 novembre 1987
- France :

- Reginald T. Dorsey
- Shannon Tweed

## Épisode 10:Le Revers de la médaille
- États-Unis : 22 novembre 1987
- France :

## Épisode 11:Noël à Saïgon
- États-Unis : 20 décembre 1987
- France :

- Mindy Cohn

## Épisode 12:Debbie
- États-Unis : 27 décembre 1987
- France :

## Épisode 13:Dernier envol
- États-Unis : 7 février 1988
- France :

## Épisode 14:La Saint-Valentin
- États-Unis : 14 février 1988
- France :

- Kent McCord
- Mindy Cohn

## Épisode 15:Un ado en désintox
- États-Unis : 21 février 1988
- France :

- Brandon Douglas
- Christina Applegate

## Épisode 16:Légitime vengeance
- États-Unis : 28 février 1988
- France :

La petite amie d'Hanson se fait tuer sous ses yeux. 

## Épisode 17:Haute Protection
- États-Unis : 6 mars 1988
- France :

- Peter Berg (Jerome Sawyer)

## Épisode 18:L'Enfant miraculé
- États-Unis : 13 mars 1988
- France :

- Bruce French
- Dann Florek
- Gregory Itzin

## Épisode 19:Le Sens du devoir
- États-Unis : 17 mars 1988
- France :

## Épisode 20:L'Attrait de la mort
- États-Unis : 1er avril 1988
- France : 27 avril 1990

- Susan Chapple (Mme Stevenson)
- H. Richard Greene (Freeman)
- Tiffany Helm (Vickie)
- Jack Higgins (Mitchell Stevenson)
- Brad Pitt (Peter Eisley)
- Cheryl Pollak (Diana Stevenson)
- Carey Scott (Keith Ulrich)
- Todd Shaffer (Tony)
- Dana Still (M. Horne)

## Épisode 21:Le Mariage de Cory et Dean
- États-Unis : 8 avril 1988
- France :

## Épisode 22:L'école est finie
- États-Unis : 22 avril 1988
- France :